# Психофармакология
Психофармакология (на гръцки: ψῡχή, psȳkhē, „дъх, живот, душа“; φάρμακον, pharmakon „лекарство“; и –λογία „наука“) е изучаване на ефекта от лекарствата и дрогите върху психиката и настроението. Някои фармакологични продукти са тонизиращи, други – сънотворни или халюциногени. Венозното инжектиране на барбитурати при наркоанализата поставя субекта в полусънно състояние и чрез премахването на афективните задръжки, прави възможно появяване на забравени спомени. По такъв начин, довеждайки до съзнанието травмиращите събития и осъществявайки съответстващото им емоционално разтоварване (катарзис), могат да се лекуват неврози. Инжектирайки на животни отровно вещество (булбокапин), Х. де Йонг и Х. Барук успяват да възпроизведат психомоторните разстройства, познати под името кататония. Други автори (Жан Деле), експериментирайки алкалоиди на моравото рогче по ечемика (ЛСД 25) и на пейотата (мескалин), предизвикват психопатологични състояния (халюцинации), които дават възможност за изучаване на отношението между действително и въображаемо. Използването на психофармакологията в клиничната психиатрия доведе до големи успехи новите лекарства, които действат върху основните психологически функции (вижиланс, настроение, емотивност) освобождават отчасти болните от някои големи психични разстройства. Те не решават проблемите им, но премахвайки временно проявите, които пречат на нормалното общуване, ги предразполагат за действието на психотерапията.